# Nissan Skyline GT-R

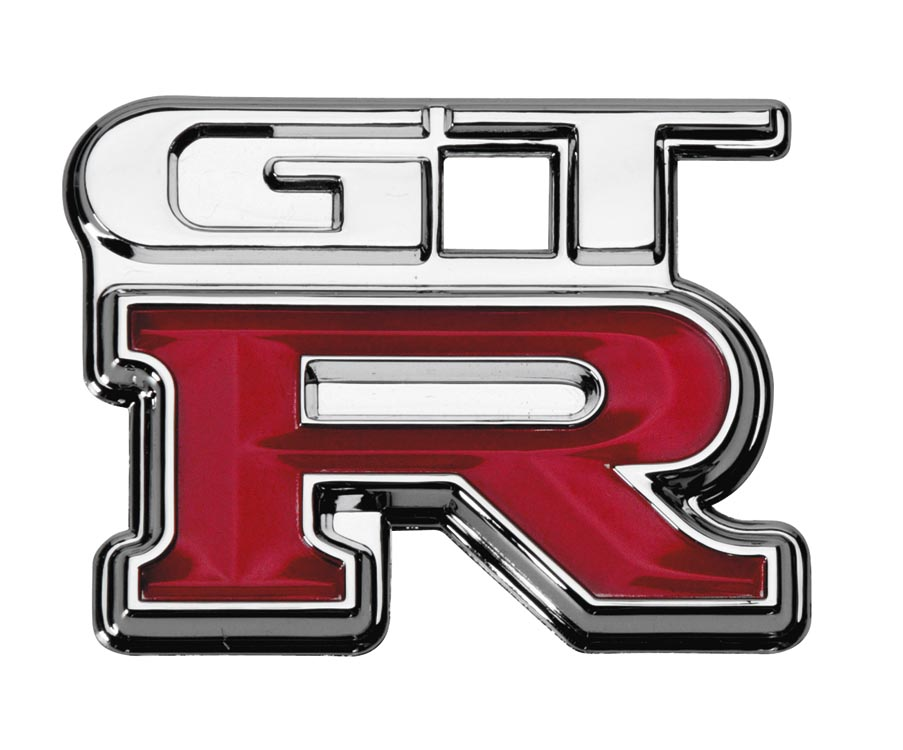
Логотип Nissan Skyline GT-R

Nissan Skyline GT-R — сімейство спортивних автомобілів створених на основі серійних автомобілів Nissan Skyline.

## Перше покоління (1969–1972)

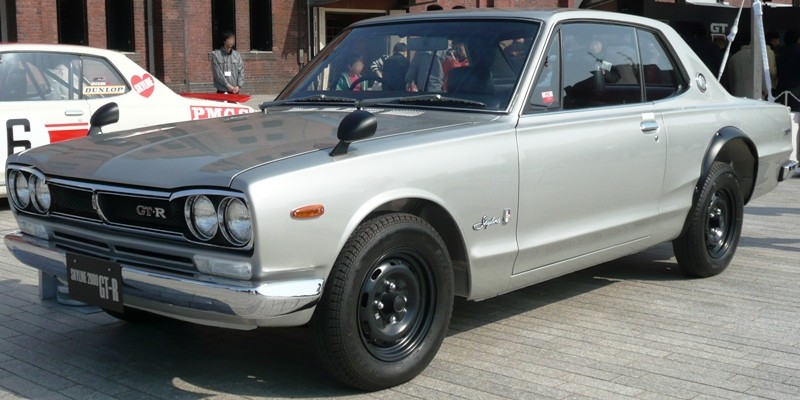
Nissan Skyline 2000 GT-R HT

Перший Prince Skyline GT-R був випущений в лютому 1969 року з кузовом седан (індекс PGC-10). Він оснащувався дволітровим 6-циліндровим двигуном S20 потужністю 160 к.с. (118 кВт), що було на рівні найкращих спорткарів того часу. Вага автомобіля становила 1120 кг, що дозволяло Скайлайну GT-R разгонятися від 0 до 100 км/год за 8,2 с і розвивати більше 200 км/год.
Skyline GT-R HT в кузові купе (індекс KPGC-110) з'явився в березні 1971 року.
Skyline GT-R чудово проявив себе в автоспорті. Менш, ніж за 2 роки на седані було здобуто 33 перемоги у різних перегонах, а завдяки купе це число було доведено до 50 до 1972 року. GT-R не поступався таким автомобілям, як: Toyota 1600 GT5, Isuzu Bellett GTR, Mazda Familia (R100) і Capella (RX-2) і навіть Porsche. У кінці 1971 серйозним суперником для GT-R стала нова Mazda RX-3. GT-R став також улюбленою машиною стрітрейсерів.
Модель:
- 2000 GT-R — 2,0 л S20 Р6, 160 к.с. при 7000 об/хв і 177 Нм при 5600 об/хв

## Друге покоління (1972–1973)

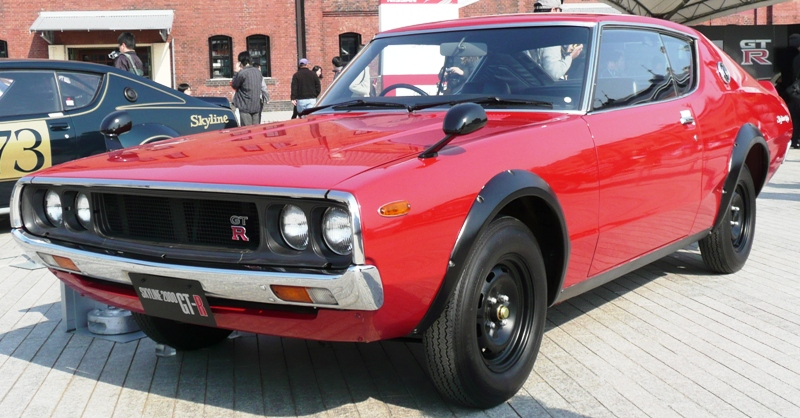
Nissan Skyline 2000 GT-R

Skyline GT-R другого покоління в кузові хардтоп (індекс KPGC-110) з'явився у вересні 1972 року, але вже в березні 1973 року виробництво було зупинено через нафтову кризу. Люди вважали за найкраще купувати економічні машини, тож продажі спорткарів різко впали. Nissan залишив автоспорт. Тільки 197 GT-R було продано в Японії.
Модель:
- 2000 GT-R — 2,0 л S20 Р6, 160 к.с. при 7000 об/хв і 177 Нм при 5600 об/хв

## Третє покоління R32 (1989–1994)

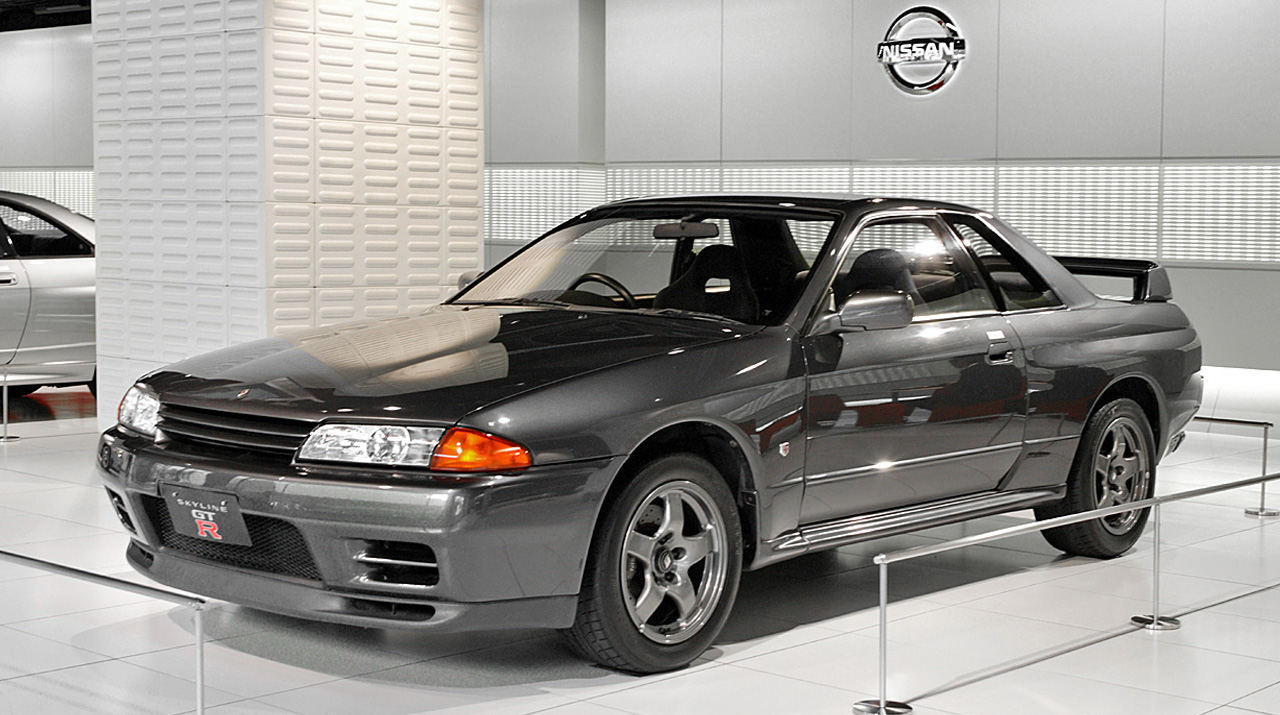
Nissan Skyline R32 GT-R

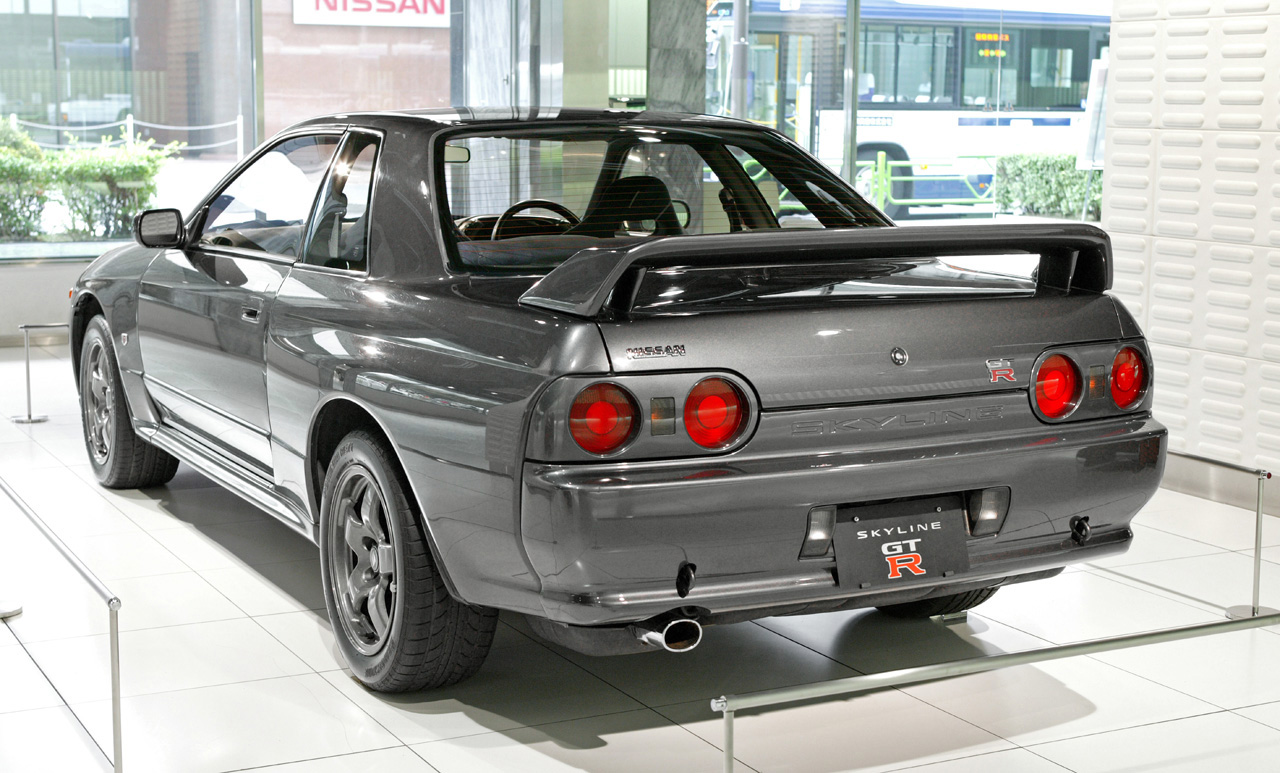
Nissan Skyline R32 GT-R

Справжнім успіхом виявилося повернення в 1989 році версії GT-R (BNR32), спроектованої відповідно до вимог FIA для гоночних автомобілів Групи А.
Вона була оснащена електронною системою повного приводу 4WD ATTESA ETS (англ. Advanced Total Traction Engineering System for All Electronic Torque Split). Її особливістю було те, що при появі пробуксовки задніх коліс, підключалися передні колеса, яким передавалося близько 50% крутного моменту, що дозволяло компенсувати втрати при пробуксовці. В основі ж автомобіль залишався задньопривідним. Система HICAS, що отримала приставку Super, була модернізована і управлялася вже за допомогою електроніки. 6-циліндровий мотор об'ємом 2,6 літра RB26DETT мав дві турбіни, що дозволяло досягати потужності в 500 к.с. при офіційних 276 (максимальна потужність за джентльменською угодою японських автовиробників).
Здобувши в кільцевому чемпіонаті JTCC 29 перемог в 29 гонках, вигравши 4 чемпіонати поспіль з 1990 по 1993 роки і поставивши новий рекорд часу проходження Північної петлі Нюрбургринга для серійних машин, автомобіль довів свою перевагу.
Спочатку відповідно до омологаційних вимог на GT-R встановлювалися 16-дюймові колеса, що обмежувало розмір і ефективність гальмівних дисків. Після змін в гоночному регламенті, які дозволили використання 17-дюймових коліс, у лютому 1993 року була випущена версія GT-R V-spec (від англ. victory, перемога) з 17" колесами BBS і збільшеними гальмівними механізмами Brembo. Автомобіль також отримав активний задній диференціал. Роком пізніше випущена V-Spec II, що відрізнялася ширшими шинами.
Моделі:
- GT-R — 2,6 л RB26DETT twin-turbo I6, 280 к.с. (206 кВт, 368 Нм)
- NISMO
- V-Spec
- V-Spec II

## Четверте покоління R33 (1995–1998)

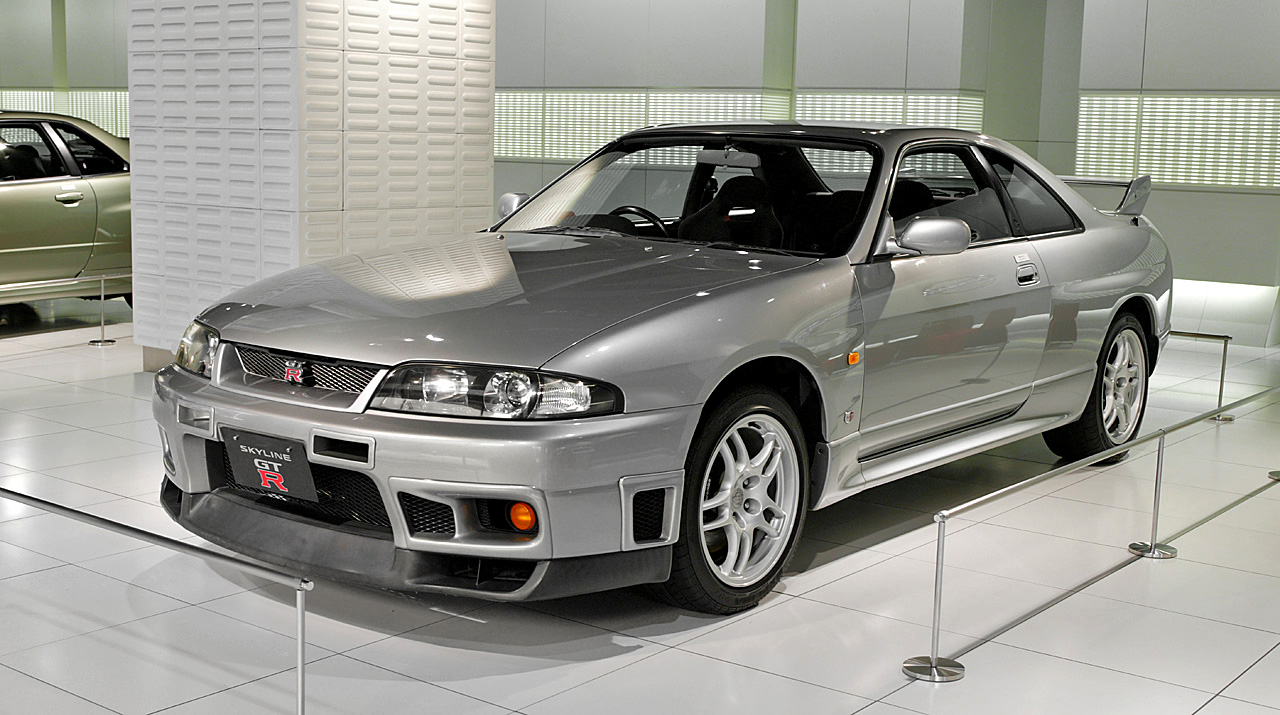
Nissan Skyline R33 GT-R

Зміни в конструкції Nissan Skyline R33 RB26DETT в порівняні з R32 носили еволюційний характер і стосувалися в основному ходової частини. Машина оснащувалася двигуном моделі RB26DETT зі збільшеним обертовим моментом і такою ж максимальною потужністю, повнопривідна модифікація V-spec була обладнана системою розподілу крутного моменту між осями ATTESA E-TS pro, куди входив диференціал підвищеного тертя LSD і антиблокувальна система. В моторному відсіку та багажнику було встановлено розпірки стійок підвіски. Машина, як і раніше відрізнялася великогабаритним переднім бампером з широким прорізом, конфігурацією передніх крил у стилі «blister fender» і заднім спойлером грізного вигляду з регульованим кутом атаки. У модельному ряді з'явилася модифікація LM limited, кузов якої був пофарбований в яскраво-блакитний колір, і версія Autech з 4-дверним кузовом, випущена обмеженою серією до 40-річного ювілею моделі.
Перед офіційним випуском R33, Nissan зафіксував час кола на трасі Нюрбургринг для R33 GT-R під керуванням Дірка Шойсмана (Dirk Schoysman). Автомобіль встановив час кола 7:59,887 хвилини, ставши першим серійним автомобілем, який подолав позначку менше 8 хвилин. Також це був найшвидший серійний автомобіль на трасі. У 1999 році рекорд був побитий Skyline GT-R R34.
Моделі:
- GT-R — 2,6 л RB26DETT DOHC twin-turbo I6, 305 к.с. (224 кВт, 375 Нм) (за паспортом 280 к.с.) 4WD
- GT-R LM — 2,6 л RB26DETT DOHC twin-turbo I6, 305 к.с. (224 кВт)
- NISMO 400R — 2,8 л RBX-GT2 DOHC twin-turbo I6, 400 к.с. (294 кВт, 478 Нм) 4WD
- 4дв. GT-R Autech version — 2,6 л RB26DETT DOHC twin-turbo I6, 305 к.с. (224 кВт, 375 Нм) (за паспортом 280 к.с.) 4WD

## П'яте покоління R34 (1999–2002)

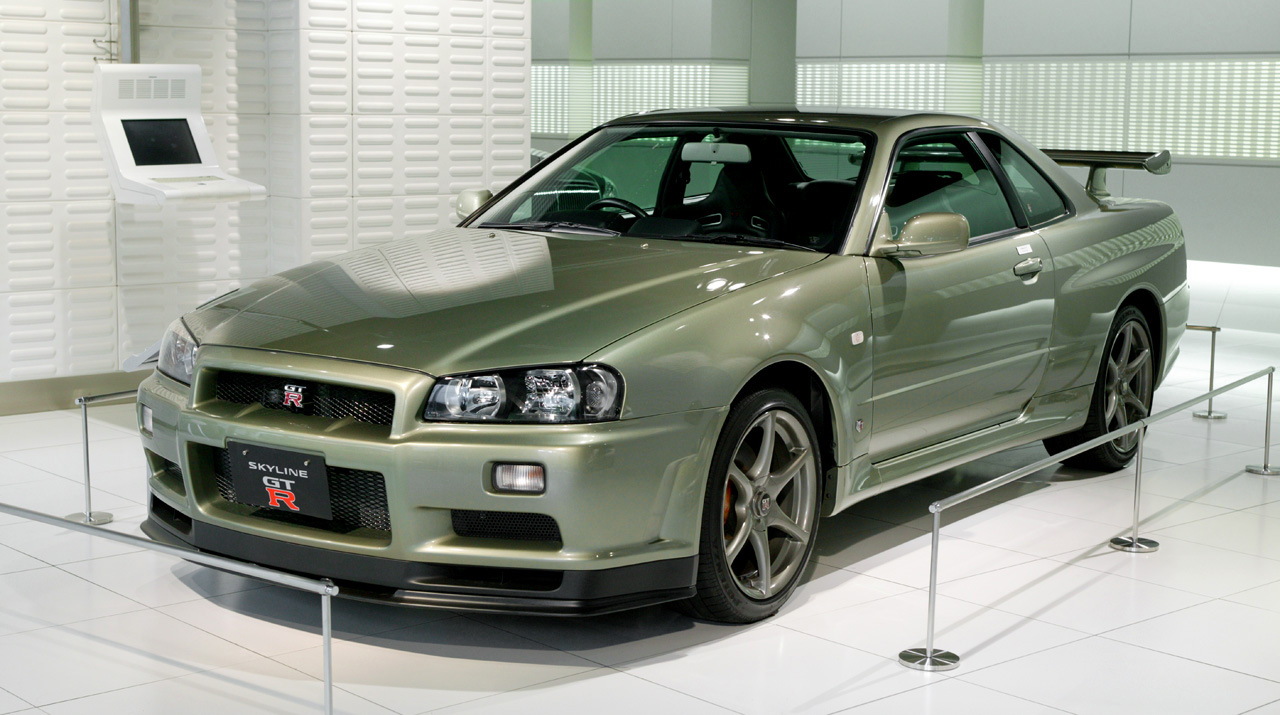
Nissan Skyline R34 GT-R Nür

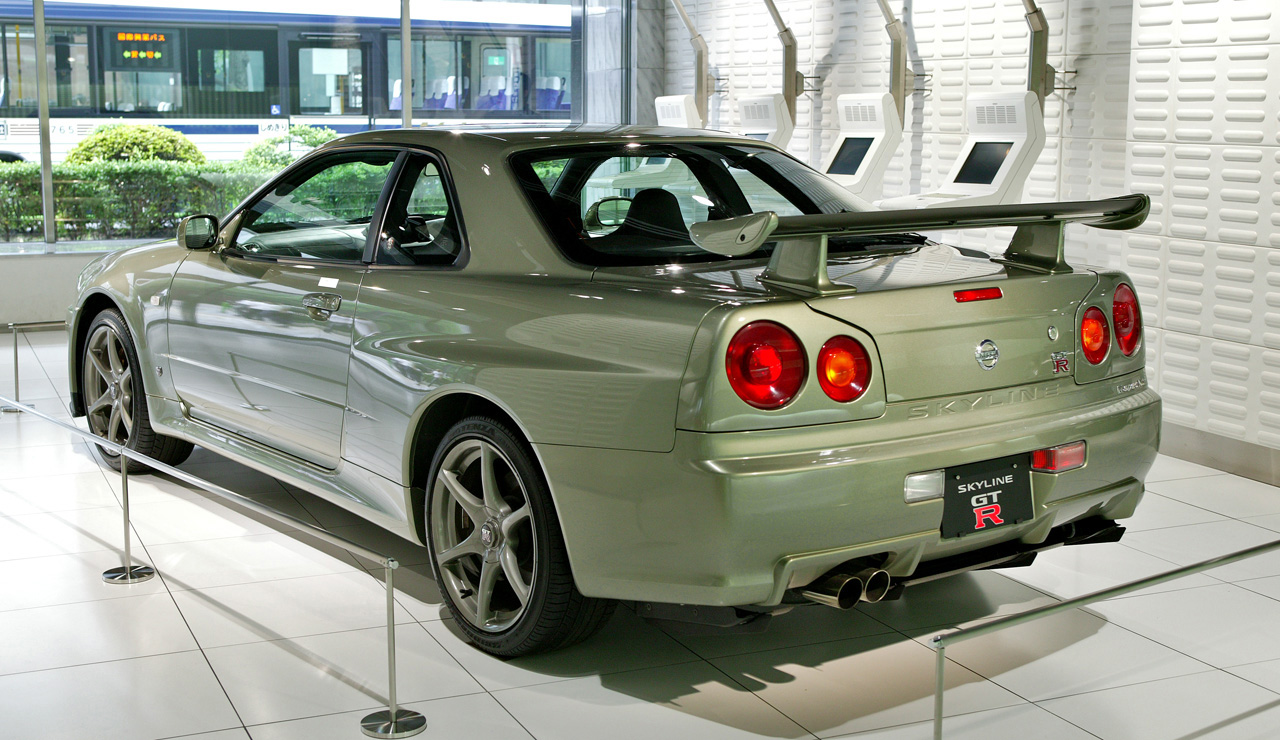
Nissan Skyline R34 GT-R Nür

Легендарний автомобіль знову з'явився в січні 1999 року зі зміненою ходовою частиною та іншими оновленнями. Нове покоління стало трохи коротшим від попереднього, і передня вісь стала ближче до переду. Покриття клапанів були пофарбовані в червоний блискучий колір, замість чорного який наносився на клапани минулих поколінь. Були також удосконалені турбонагнітачі. Спеціально для цього автомобіля була спроектована нова, твердіша 6-ступенева коробка передач GETRAG. На моделях V-spec з'явилися датчики температури інтеркулера. На R34 GT-R встановлювався 5,8" LCD дисплей, що дозволяє переглядати такі параметри, як тиск турбонаддувом, температуру масла і охолоджуючої рідини, а для V-spec, також графік поздовжніх і поперечних прискорень і час кола в кільцевих гонках.
Також, як і покоління R33, нові моделі R34 GT-R V-spec оснащувалися ATTESA E-TS Pro system, але на стандартні GT-R системи «Pro» не встановлювалися. Версії V-spec отримали стійкішу підвіску і занижену посадку. Моделі V-spec також включали пластмасовий дифузор який розташовувався на капоті, (охолоджував нижню сторону двигуна), і карбоновий дифузор, розроблений щоб направляти під автомобіль гладкі потоки повітря.
Інша версія R34 GT-R іменувалася M-spec. Модель була схожа на V-spec, але мала більш м'яку підвіску і шкіряний салон.
Під час виробництва п'ятого покоління GT-R, Nissan став розробляти версію під назвою N1, яка також раніше випускалася в моделях R32 і R33, і технічно, була схожа з попередниками. На N1 не було: кондиціонера, заднього склоочисника і стерео систем. Всього було випущено лише 45 автомобілів, 12 з яких використовувалися підрозділом Nismo (Nissan Motorsport) для участі в гоночних чемпіонатах Super Taikyu. Більшість автомобілів які залишилися були продані гоночним командам і тюнінговим компаніям.
У серпні 2000 Nissan показав нову модель під назвою V-spec II. Автомобіль отримав досить манірну підвіску (більш манірну, ніж на оригінальному V-spec). На новій версії з'явився карбоновий капот, легше алюмінієвого, який раніше встановлювався на всіх GT-R. Ще одна відмінність V-spec II від оригіналу — це темніший колір центральній консолі. Також, сидіння були зшиті з чорної тканини, а не сірої, яка раніше використовувалась на інших версіях R34 GT-R.
У Лютому 2002 Nissan випустив останню модель серії R34 GT-R, названу Nür. Вона продавалася в 2-х версіях: Skyline GT-R V-spec II Nür і Skyline GT-R M-spec Nür. Назву Nür було дано на честь знаменитої гоночної траси Нюрбургрінг (Nürburgring) у Німеччині. Обидві версії були обладнані модернізованим двигуном RB26DETT на базі двигуна N1, який дозволяв автомобілю розвивати швидкість близько 300 км/год.

### Моделі і опції:
- GT-R — 2,6 л RB26DETT twin-turbo I6, 332 к.с. (244 кВт, 392 Нм) (за паспортом 280 к.с.)
- GT-R V-Spec — додаткові аеродинамічні частини, вентиляційні канали для гальм, аеродинамічний дифузор.
- GT-R V-Spec II — те ж, що V-Spec + карбоновий капот з NACA duct каналами.
- GT-R N1 — двигун N1 з системою балансування «Blueprinted», немає кондиціонера, немає стерео системи, немає заднього склоочисника, базова оздоблення інтер'єру (вироблено 45 екз.).
- GT-R M-Spec — шкіряний салон, м'якша підвіска, що підігріваються сидіння.
- GT-R V-Spec II Nür — теж саме, що V-Spec II + двигун N1, максимальна швидкість близько 300 км/год (вироблено 750 екз.).
- GT-R M-Spec Nür — теж саме, що M-Spec + двигун N1, максимальна швидкість близько 300 км/год (вироблено 250 екз.).
- GT-R NISMO R-tune
- GT-R NISMO Z-tune — 2,8 л RB26DETT Z2  twin-turbo I6, 510 к.с. (375 кВт, 550 Нм) Z1 з Z2 (вироблено 19 екз.).

### Виробничі показники:
Стандартні версії === 3,964 
V-Spec === 7,301 
Гоночні версії N1 === 45 
Усього === 11,310

## Шосте покоління R35 (2007–дотепер)

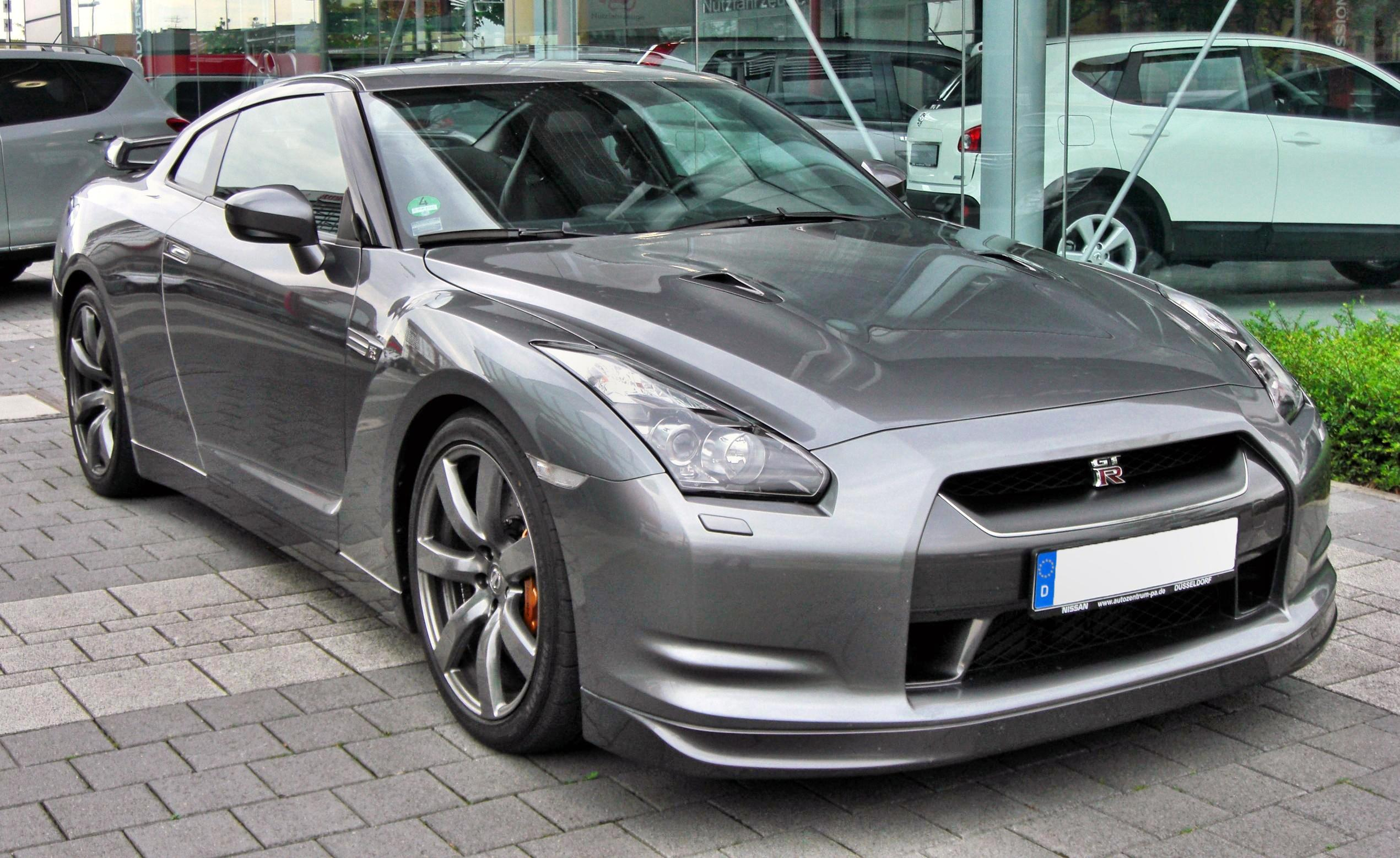
Nissan GT-R

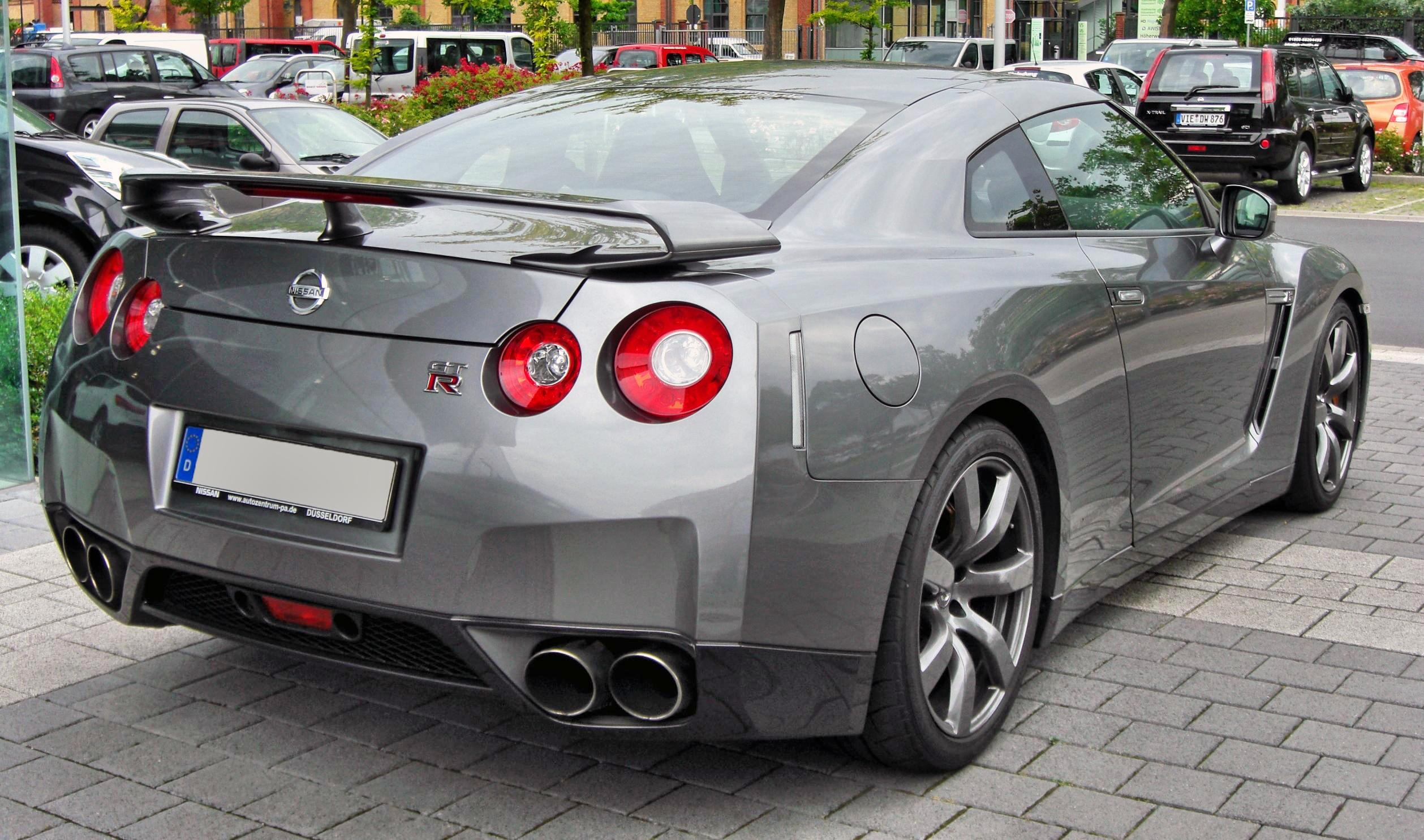
Nissan GT-R

Всім вже відомо, що починаючи з 2008 року, в продаж вийшов оновлений Nissan Skyline, що отримав назву Nissan GT-R. Компанія Nissan вирішила назвати свій Skyline просто GT-R, так як всі Nissan Skyline включаючи R34 були лише модифікацією Skyline, а тепер це зовсім інший автомобіль, який до речі програє r34-му за всіма показниками, і не має з ним нічого спільного. Nissan GT-R обладнаний шести-циліндровим V-подібним двигуном VR38DETT, обсягом 3,8 літра, і двома турбокомпресорами. Потужність Nissan GT-R 480 к.с. при 6800 об/хв і крутний момент становить 588 Нм при 3200-5200 об/хв. Природно, Nissan GT-R обладнаний повнопривідною трансмісією з диференціалом який механічно блокується і 6-ти ступінчастою коробкою передач з подвійним зчепленням. Максимальна швидкість GT-R становить 310 км/год, це при тому що розгін 0-100 км/год всього за 2.8 секунди, а з включеною системою керування пуском за 3,3 секунди.
Що стосується шин, то в стандартній комплектації Nissan GT-R йдуть шини Bridgestone RE070A: передні 255/40 R20 і задні 285/35 R20, диски з надлегкого алюмінієвого сплаву R20. Гальмівна система оснащена дисковими 15" гальмами Brembo з 6-поршневими супортами спереду і 4-поршневими позаду. Природно є системи ABS, Brake Assist, EBD. Підвіска у нового Nissan GT-R Bilstein DampTronic, незалежна, з режимами: Sport/Normal, Comfort і R mode.